# 국도 제2호선 (캄보디아)
국도 제2호선(NH 2, 10002, National Highway 2)은 프놈펜과 베트남의 국경을 이어주는 총 연장 120.6 km의 거리를 가진 캄보디아의 일반 국도이다. 그러나 NH 2는 프놈펜의 남부 지역부터 출발하여, 칸달 주와 타케오 주의 트람칵 현을 거쳐 같은 타케오 주의 키리봉 현까지 이어준 다음 다시 베트남 국경 지대까지 바로 접하고 있다.